# Roscoe Promontory
Die Roscoe Promontory ist ein massiges und vereistes Vorgebirge an der Foyn-Küste des Grahamlands auf der Antarktischen Halbinsel. Es ragt zwischen dem Aagaard- und dem Mitterling-Gletscher am Nordufer des Mill Inlet auf.
Das Advisory Committee on Antarctic Names benannte das Gebirge 1987 nach dem US-amerikanischen Geographen John Hobbie Roscoe (1919–2007), der an den Auswertungen der Luftaufnahmen der US-amerikanischen Operation Highjump (1946–1947) und der Operation Windmill (1947–1948) beteiligt sowie Leiter des United States Antarctic Program war.